# 시키시
시키시(일본어: 志木市)는 일본 사이타마현 남부의 아라카와강 서안에 입지한 도시이다.
에도 시대에 시내를 흐르는 신가시강의 수운에 의해 상업지로 발전했다. 이 주변의 경제 기반을 배경으로 다이쇼 시대에는 도부 철도 도조 본선이 유치되었고 개통과 동시에 시키역이 설치되었다. 쇼와 시대 후기에는 야나세강 하류에 시키 뉴타운이 조성되었고 야나세가와역이 개업해 현재는 도쿄 도시권의 주택 지역이 되어 있다.

## 지리
신가시강과 야나세강이 흐른다. 시 동단의 사이타마시와의 경계에는 아라카와강이 흐른다. 시키시는 아라카와강과 신가시강 사이에 끼어 있는 아라카와 저지, 역 주변을 포함한 무사시노 대지, 무사시노 대지가 야나세강에 의해 침식되어 형성된 야나세강 저지 등 세 개로 나눌 수 있다. 아라카와 저지는 고도가 5m이고 무사시노 대지는 10~20m이다.

## 역사
- 1889년 4월 1일 - 정촌제가 시행되어 니자군 시키정이 되었다.
- 1896년 3월 29일 - 니자군이 기타아다치군과 합병해 기타아다치군 시키정이 되었다.
- 1914년 5월 1일 - 도조 본선의 이케부쿠로역~다노모자와역 구간이 개통해 시키정에 시키역이 설치되었다.
- 1955년 5월 3일 - 시키정과 무네오카촌이 합병해 아다치정이 성립하였다.
- 1970년 10월 26일 - 시로 승격하면서 명칭이 변경되어 시키시가 되었다.

## 교통

### 철도
- 도부 철도 도조 본선

### 도로
- 국도 제254호선(일본어판)
- 국도 제463호선

## 인구
| 연도 | 인구   | ±%      |
| ---- | ------ | ------- |
| 1950 | 9,721  | —       |
| 1960 | 12,259 | +26.1%  |
| 1970 | 32,047 | +161.4% |
| 1980 | 50,925 | +58.9%  |
| 1990 | 63,401 | +24.5%  |
| 2000 | 65,076 | +2.6%   |
| 2010 | 69,611 | +7.0%   |
| 2020 | 75,346 | +8.2%   |